# Miroslav Švadlenka
Miroslav Švadlenka (* 11. února 1956) je bývalý český fotbalista, obránce. Po skončení aktivní kariéry působí jako trenér na regionální úrovni.

## Fotbalová kariéra
V československé liza hrál za Spartak Hradec Králové. Nastoupil ve 22 ligových utkáních.

## Ligová bilance
| Ročník                                   | Zápasy | Góly | Klub                   |
| ---------------------------------------- | ------ | ---- | ---------------------- |
| 1. československá fotbalová liga 1980/81 | 22     | 0    | Spartak Hradec Králové |
| Česká národní fotbalová liga 1981/82     | 21     | 0    | Spartak Hradec Králové |
| Česká národní fotbalová liga 1982/83     | 22     | 0    | Spartak Hradec Králové |
| Česká národní fotbalová liga 1984/85     | 8      | 0    | Spartak Hradec Králové |
| CELKEM                                   | 22     | 0    |                        |